# Widdrington Castle
Widdrington Castle är en ruin av ett slott i Storbritannien. Den ligger vid Widdrington Village i grevskapet och kommunen Northumberland i riksdelen England, i den centrala delen av landet, 400 km norr om huvudstaden London. Widdrington Castle ligger 36 meter över havet.
Terrängen runt Widdrington Castle är platt. Havet är nära Widdrington Castle åt nordost (ca 1,5 km). Runt Widdrington Castle är det ganska tätbefolkat, med 78 invånare per kvadratkilometer. Närmaste större samhälle är Blyth, 15,4 km söder om Widdrington Castle. Trakten runt Widdrington Castle består i huvudsak av gräsmarker.